# Macrophiothrix hirsuta
Macrophiothrix hirsuta is een slangster uit de familie Ophiotrichidae.
De wetenschappelijke naam van de soort werd in 1842 gepubliceerd door Johannes Peter Müller & Franz Hermann Troschel.